# كارين بيلي
كارين بيلي هي أحيائية كندية، ولدت في القرن العشرين.